# سام فارار
سام فارار (بالإنجليزية: Sam Farrar)‏ هو موسيقي أمريكي، ولد في 29 يونيو 1978 في لوس أنجلوس في الولايات المتحدة.

## وصلات خارجية
- سام فارار على موقع IMDb (الإنجليزية)
- سام فارار على موقع ميوزك برينز (الإنجليزية)
- سام فارار على موقع ديسكوغز (الإنجليزية)
- سام فارار على موقع قاعدة بيانات الفيلم (الإنجليزية)